# Le Collectionneur (roman Star Wars)
Pour les articles homonymes, voir Le Collectionneur.
Le Collectionneur (titre original : Force Collector) est un roman de science-fiction de Kevin Shinick s'inscrivant dans l'univers étendu de Star Wars. Publié aux États-Unis par Disney Lucasfilm Press en 2019, puis traduit en français et publié par les éditions Pocket la même année,, il se déroule trente-quatre ans après la bataille de Yavin.
Ce roman fait partie des publications liées à la sortie de Star Wars, épisode IX : L'Ascension de Skywalker et regroupés sous le titre Voyage vers Star Wars : L'Ascension de Skywalker.

## Résumé
Karr Nuq Sinn, un adolescent sensible à la force va entreprendre un périple pour en apprendre plus sur la Force et les Jedi, ce qui le conduira à découvrir la vérité sur ses origines familiales.

## Personnages
- Karr Nuq Sinn, le protagoniste, un adolescent sensible à la Force
- Maize Raynshi, son amie, fille d'un officier du premier Ordre
- RZ-7, son droïde